# Département de Tumbaya
Le département de Tumbaya est une des 16 subdivisions de la province de Jujuy, en Argentine. Son chef-lieu est la petite ville de Tumbaya.
Sa superficie est de 3 442 km2. La population du département s'élevait à 4 553 habitants en 2001. Le département comptait une autre ville : Purmamarca.

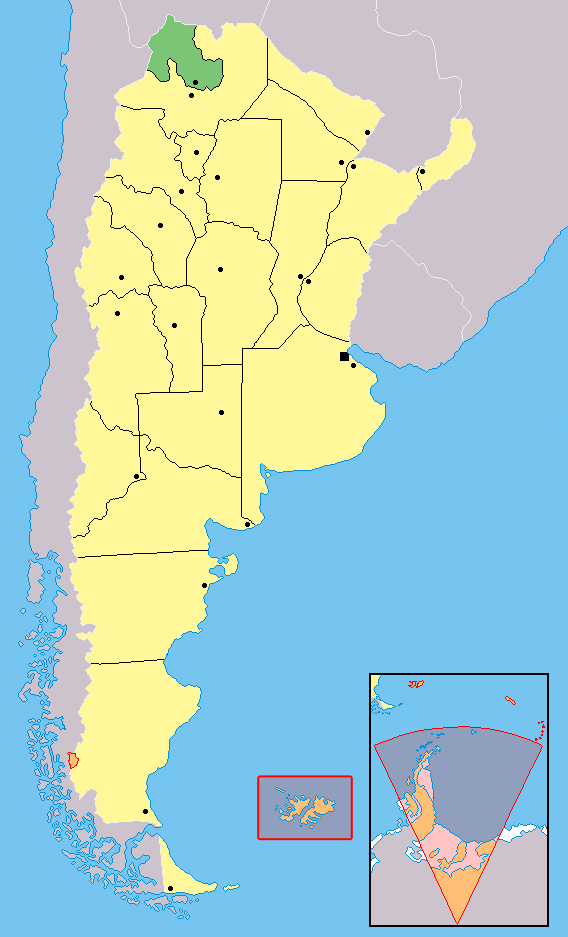
Localisation de la province de Jujuy en Argentine.